# Anne-Sophie d'Anhalt
Anne-Sophie d'Anhalt (15 juin 1584 – 9 juin 1652) est par la naissance membre de la Maison d'Ascanie et princesse d'Anhalt. Après son mariage, elle est comtesse de Schwarzbourg-Rudolstadt.
Anne-Sophie est née à Dessau, la huitième et la plus jeune fille de Joachim Ernest, Prince d'Anhalt, mais la quatrième fille de sa seconde épouse Éléonore, fille de Christophe de Wurtemberg.

## Biographie
A Rudolstadt, le 13 juin 1613, elle épouse Charles-Gonthier de Schwarzbourg-Rudolstadt. Ils n'ont pas d'enfant.
Anne-Sophie est considérée comme l'une des femmes les plus diplômées de son temps. Après la mort de son mari en 1630, elle s'installe à Kranichfeld et y fonde une société qui n'admettait que les femmes, suivant l'exemple de son frère Louis d'Anhalt-Köthen, qui est l'un des cofondateurs de la Société des fructifiants. Dans le même temps, elle prend le célèbre réformateur de l'éducation Wolfgang Ratke sous sa protection.
Anna Sophie est morte à Kranichfeld.